# Anaerobní digesce
Anaerobní digesce označuje kontrolovanou mikrobiální přeměnu organických látek bez přístupu vzduchu za vzniku bioplynu a digestátu. Produktem digesce je digestát, který splňuje kvalitativní požadavky vyhlášky o biologických metodách zpracování biologicky rozložitelných odpadů.
Termín anaerobní digesce má několik synonym, která se zcela nebo zčásti překrývají: anaerobní fermentace, anaerobní stabilizace a anaerobní vyhnívání.

## Bakteriální produkce metanu

### Rozšíření
Bakteriální produkce metanu se vyskytuje v přirozených anaerobních prostředích, jež vznikají v sedimentech, zamokřených půdách, rýžových polích, trávicích systémech apod. Bakterie zodpovědné za produkci metanu patří do unikátní genealogické skupiny, o které panuje přesvědčení, že se vytvořila dávno před tím, než se v zemské atmosféře objevil kyslík.

### Popis
Pro popis anaerobního metabolismu byly vytvořeny postupem času tři modely.
Nejstarší model předpokládal dvoufázový proces, který zahrnoval acidogenní fázi, během které jsou produkovány mastné kyseliny a metanogenní fázi, v jejímž průběhu metanogeni přeměňují tyto kyseliny na CO2 a CH4, ale mohou také k produkci metanu využít CO2 a H2.
Třífázový model, popsaný Mackiem a Bryantem (1981), začíná fermentační fází, ve které jsou komplexní organické materiály (např. uhlovodíky, proteiny a lipidy) konvertovány na mastné kyseliny, alkoholy, CO2 a čpavek. Ve druhé fázi vodík produkující acetogenní baktérie štěpí tyto produkty na H2, CO2, acetát a nižší mastné kyseliny. Ve třetí fázi využívají metanogeni H2, CO2 a acetát pro produkci metanu a mikrobiální biomasy.
Dnes je uznáván nejnovější čtyřfázový model.

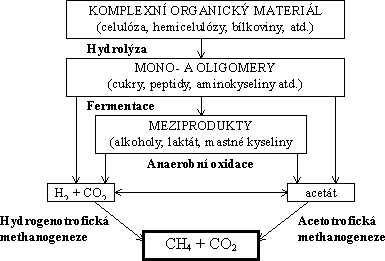
Průběh čtyřfázové anaerobní fermentace načrtnul Nordberg (1996).

Tento model zahrnuje čtyři hlavní skupiny mikroorganismů:
1. Hydrolytické bakterie, které rozkládají organické polymery na kyselinu octovou, H2, CO2, jiné jednouhlíkaté látky, organické kyseliny vyšší než kyselina octová a alkoholy vyšší než metanol;
2. Vodík produkující acetogenické baktérie (obligátní a fakultativní anaeroby), jež mohou fermentovat organické kyseliny vyšší než kyselina octová a alkoholy vyšší než metanol na H2 a CO2;
3. Homoacetogenické bakterie, které mohou přeměňovat široké spektrum jedno a víceuhlíkatých látek na kyselinu octovou;
4. Metanogeni, které mohou z acetátu, H2, CO2 a některých dalších jednouhlíkatých organických látek vytvářet metan.

Klíčovým momentem produkce metanu je přenos vodíku mezi acetogenními a metanogenními bakteriemi.

### Meziprodukty
Za nejdůležitější meziprodukt anaerobní digesce jsou považovány mastné kyseliny, zejména kyselina propionová. Průběh fermentace může být měněn inokulací: např. Lactobacillus spp. bude produkovat pouze laktát, zatímco Propionibacterium spp. by většinu substrátu konvertoval na kyselinu propionovou.

### Digestát
Digestát je vedlejší produkt z anaerobní digesce, který splňuje kvalitativní požadavky vyhlášky o biologických metodách zpracování biologicky rozložitelných odpadů. Termín byl zaveden již v minulosti a dnes je možno jej nalézt jak v odborných slovnících a literatuře, tak i v názvosloví legislativních předpisů. Ačkoliv se může zdát, že jde o organické hnojivo, které obsahuje snadno přístupné rostlinné živiny a relativně vysoký poměr C/N, jsou v digestátu příměsi, které se v půdě rozkládají delší dobu. Digestát jako hnojivo na polích velmi nepříjemně páchne. Digestát je odpad z biostanice, z nějž byly při výrobě metanu spotřebovány organické složky pro efektivní výrobu metanu. Digestát lze dále dělit na separát a fugát.

## Metabolické a kinetické aspekty technologické aplikace
Při interpretaci vícefázových modelů anaerobní konverze organických substrátů do reálných technologií je nutné si uvědomit, že acidogenní a metanogenní bakterie mají nejen rozdílné nutriční požadavky, ale i rozdílnou kinetiku růstu, odlišné požadavky na optimální pH a teplotu a odlišnou úroveň redox potenciálu prostředí. Metanogenní mikroorganismy ve srovnání s acidogenními vyžadují striktně anaerobní prostředí, jejich růst a množení je pomalejší a požadované optimum pH 7-7,5 je vyšší než pro acidogeny (6-6,5). Rovněž odolnost vůči různým stresovým faktorům je u těchto skupin mikroorganismů odlišná.
Proto byly vyvinuty technologie s dvoustupňovou anaerobní digescí umožňující lepší regulaci, rychlejší nastartování procesu, větší efektivitu a stabilitu fermentace. K oddělení fází je použitelná metoda kinetické separace s využitím rozdílné rychlosti růstu acidogenů a metanogenů. Použitelná je rovněž membránová separace, pomocí níž se nízkomolekulární meziprodukty z acidogenní fáze oddělují do fáze metanogenní.
Vícestupňová technologie anaerobní fermentace vyžaduje vyšší investiční náklady a je náročnější na regulaci, ale zabezpečuje mnohem stabilnější proces. Na přetížení bioreaktoru je možno reagovat již v acidogenní fázi, takže nemusí dojít k poklesu produkce bioplynu. Navíc jsou toxické produkty z acidogenní fáze kontinuálně odváděny, což zamezuje jejich akumulaci.
Přetížení bioreaktoru vzniká při nadměrném přídavku substrátu do bioreaktoru. Známé je zejména při anaerobní digesci, kde je častou příčinou snížení produkce bioplynu.
Methanogeneze je proces enzymatické anaerobní přeměny organických látek na methan a oxid uhličitý.

## Běžné průmyslové aplikace v ČR

### Anaerobní stabilizace čistírenských kalů
Čistírenský kal je pevný organický produkt, vznikající na čistírnách odpadních vod při procesu čištění odpadních vod. Cílem stabilizace kalů, je snížení jejích nejen biologické rozložitelnosti kalů, ale i množství mikroorganizmů v něm obsažených a rovněž pachových emisí. Produkovaný bioplyn se jímá a využívá na produkci tepelné a elektrické energie s pomocí kogeneračních jednotek. Anaerobní stabilizace kalů se používá pro větší velikosti čistíren odpadních vod a realizuje se v hermeticky uzavřených a vyhřívaných vyhnívacích nádržích. Proces zde může být realizován v jednom nebo dvou stupních. Z pohledu teploty lze proces rozdělit na mezofilní proces s provozní teplotou procesu 38–40 °C a termofilní proces teplotou cca 55 °C. Anaerobní stabilizací se dosáhne významného snížení organického podílu obsaženého v surovém kalu, což je samozřejmě doprovázeno uvolněním příslušného množství dusíku a fosforu zpět do vodní fáze kalu.

### Anaerobní čištění odpadních vod
Jedná se o metodu zpracování zejména průmyslových odpadních vod s vysokou koncentrací organického znečištění s využití anaerobních metabolických drah a produkcí bioplynu. Využívá se reaktorů s běžnou suspenzní biomasou a moderněji také s biomasou ve formě granulí (reaktoru typu UASB nebo IC), dále pak reaktorů s expandovaným ložem nebo s membránovou separací biomasy. Anaerobní čištění je pro koncentrované odpadní vody energeticky efektivní díky výrobě bioplynu. Obvykle však není dosaženo kvality vyčištěné vody nutné pro vypouštění do vod povrchových a proto je nutné anaerobní technologii doplnit dalším stupněm zejména pro odstranění dusíku a fosforu.

### Bioplynové stanice
V potravinářském průmyslu, v gastronomii nebo při chovu hospodářských zvířat vzniká velké množství biologického odpadu, který je možno využít k výrobě bioplynu v bioplynových stanicích. Dle druhu zpracovávaného materiálu rozdělujeme tyto stanice na zemědělské, které zpracovávají buď rostlinné produkty nebo hnůj a kejdu a odpadářské, které se zaměřují na biologicky rozložitelné odpady. Dle obsahu sušiny v zpracovávaném materiálu můžeme bioplynové stanice rozdělit na mokrou fermentaci se sušinou do 12 % a suchou fermentaci se sušinou 25–40 %. Na rozdíl od anaerobního čištění odpadních vod nebo zpracování čistírenských kalů není zbytkový produkt po anaerobním procesu již dále dočišťován, ale tento digestát se následně používá v zemědělství jako hnojivo.

### Jímání skládkového plynu
Při skládkování dochází nejen k uložení odpadu na skládku, ale také k jeho biochemické přeměně na bioplyn. Tento proces bych na počátku skládkování neúmyslný, dnes je však skládkový bioplyn jímán a využíván. Součástí moderních skládek pro ukládání směsného komunálního odpadu je proto systém odplyňovacích vrtů a na něj navazující stanice skládkového plynu. Bioplyn odčerpaný ze skládky je využíván k výrobě elektřiny, popř. je možno je dále zpracovat na biomethan.